# San Sebastián (Aragua)
San Sebastián is een gemeente in de Venezolaanse staat Aragua. De gemeente telt 25.300 inwoners. De hoofdplaats is San Sebastián de los Reyes.